# Proceratiinae
Proceratiinae Emery, 1895 è una sottofamiglia di insetti imenotteri della famiglia Formicidae.

## Biologia
Formano piccole colonie, con un numero di operaie inferiore a 100.
Sono solite foraggiare nella lettiera e molte specie sono predatrici specializzate di uova di altri artropodi.

## Tassonomia
La sottofamiglia Proceratiinae comprende 4 generi, di cui uno fossile:
- Probolomyrmex Mayr, 1901
- Bradoponera Mayr, 1868 †
- Discothyrea Roger, 1863
- Proceratium Roger, 1863